# Per Kristian Bråtveit
Per Kristian Worre Bråtveit, född 15 februari 1996 i Haugesund, är en norsk fotbollsmålvakt som spelar för Strømsgodset IF.

## Karriär
Bråtveit började spela fotboll i Djerv 1919. Inför säsongen 2012 gick han till Haugesund. Bråtveit debuterade den 7 maj 2014 i den andra omgången av Norska cupen mot FK Vidar. Han gjorde sin ligadebut i Tippeligaen den 9 juni 2014 mot Strømsgodset. Bråtveit spelade totalt 107 ligamatcher, 10 cupmatcher och fem matcher i Europa League.
Den 19 december 2018 värvades Bråtveit av Djurgårdens IF, där han skrev på ett fyraårskontrakt. Bråtveit tävlingsdebuterade den 17 februari 2019 i en 2–1-vinst över IK Frej i Svenska cupen.
Bråtveit skrev under ett låneavtal till holländska Groningen den 31 december 2020. Utlåningen sträcker sig fram till den 1 juli 2021 med option till förlängning eller köp. I juni 2021 lånades Bråtveit ut till franska Nîmes.
Den 4 juli 2022 blev Bråtveit klar för Vålerenga, där han skrev på ett kontrakt som gällde året ut. Den 25 augusti 2022 skrev Bråtveit dock på ett ettårskontrakt med danska AGF.